# 羅伯特角 (羅伯特島)

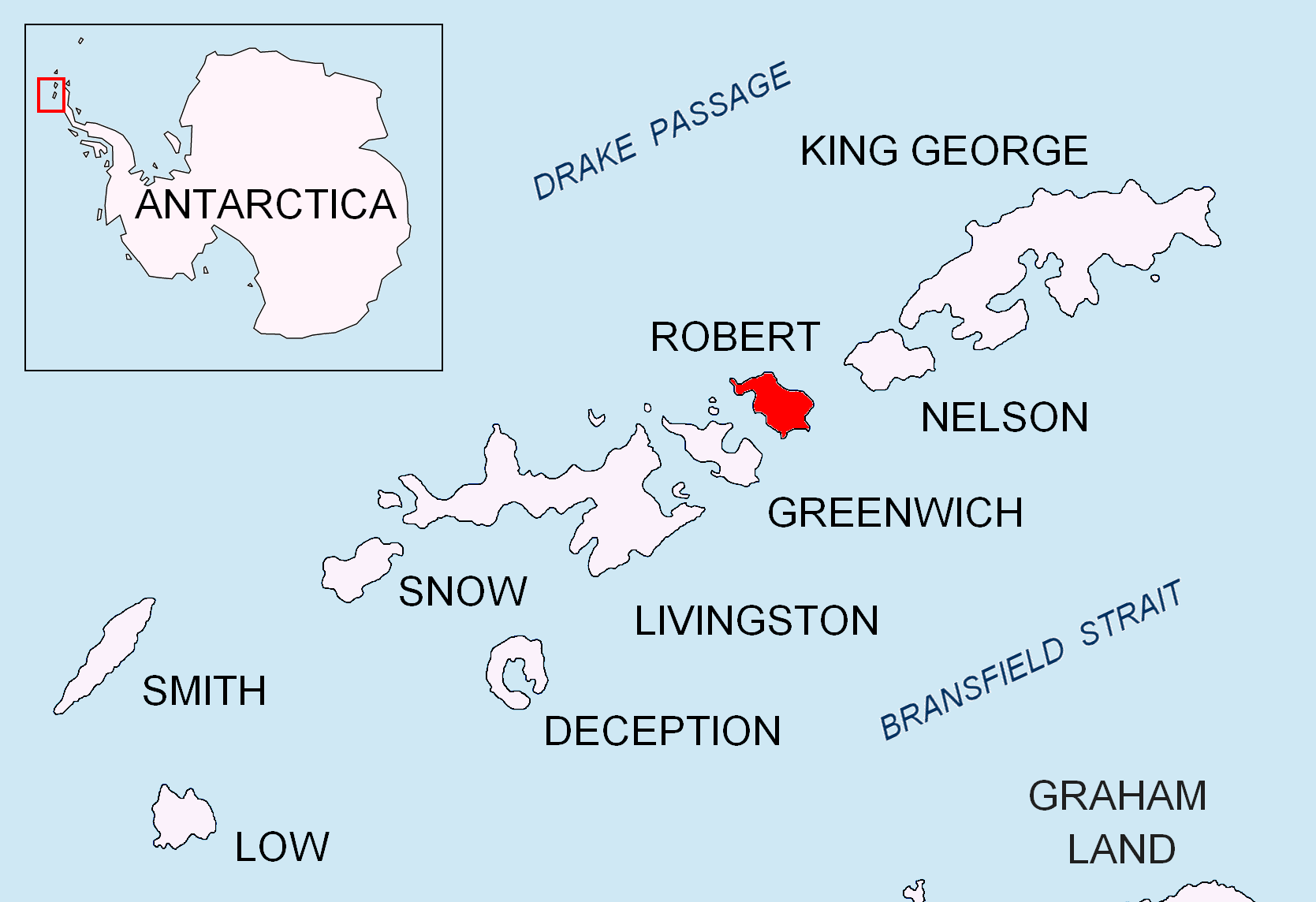

羅伯特角是南極洲的海岬，位於南設得蘭群島中羅伯特島東南岸，是德韋西爾灣的入口處東部，處於愛德華茲角東北面6.14公里、薩達拉角西南面2.44公里、巴圖利亞角西南面5.45公里和基臣角西南面7.25公里。

## 外部連結
- SCAR Composite Antarctic Gazetteer（页面存档备份，存于）.